# Sura ruficauda
Sura ruficauda là một loài bướm đêm thuộc họ Sesiidae. Nó được biết đến ở Malawi và Tanzania.